# Tata Hexa
Le Tata Hexa est un modèle de SUV fabriqué par le constructeur automobile indien Tata Motors, initialement dévoilé au Salon de l'automobile de Genève de 2016, le Hexa a été lancé sur le marché indien en janvier 2017.